# Karlshus
Karlshus ist eine Ortschaft in der norwegischen Kommune Råde, gelegen in der Provinz (Fylke) Østfold. Der Ort stellt das Verwaltungszentrum von Råde dar und hat 2497 Einwohner (Stand: 1. Januar 2024).

## Geografie
Karlshus ist ein sogenannter Tettsted, also eine Ansiedlung, die für statistische Zwecke als eine städtische Siedlung gezählt wird. Der Ort liegt zentral in der Gemeinde Råde, die im Südosten Norwegens liegt. Im Norden von Karlshus liegt der See Vansjø.
An der Ortschaft vorbei führt die Europastraße 6 (E6), welche unter anderem die Verbindung nach Moss, Sarpsborg und Oslo herstellt. Der Riksvei 110, der nach Fredrikstad führt, kreuzt bei Karlshus die E6. Im Ort befindet sich außerdem der Bahnhof Råde, der von Zügen der Østfoldbanen angefahren wird.

## Geschichte
Bis Ende 2019 gehörte der Ort dem Fylke Østfold an, das zum 1. Januar 2020 im Rahmen der Regionalreform in Norwegen in die neu geschaffene Provinz Østfold überging.
Im Osten von Karlshus liegt die Råde kirke, eine Steinkirche aus dem Jahr 1185.

## Wirtschaft
Für die Wirtschaft des Ortes spielt unter anderem die Holzindustrie eine bedeutende Rolle. Zudem befindet sich eine Mühle in Karlshus.